# Sarah van Aalen
Sarah van Aalen (née le 21 janvier 2000 à Stogumber, Somerset, Angleterre) est une joueuse de volley-ball néerlandaise.

## Carrière
Sarah van Aalen a joué pour le VV Trivos Wijchen dans sa jeunesse et de 2015 à 2018 pour l'équipe de talents Papendal à Arnhem. Elle a ensuite joué une saison avec Sliedrecht Sport, où elle a remporté le championnat et la coupe des Pays-Bas. En 2019, la joueuse est passée au club de Bundesliga allemand USC Münster,.
Depuis 2018, Sarah van Aalen joue également pour l'équipe nationale néerlandaise.
Le 11 mars 2025, elle s'incline en finale de la Challenge Cup après la défaite de son équipe de Chieri '76 lors du match retour face au Rome Volley Club.